# بات مالوني
بات مالوني (بالإنجليزية: Pat Maloney)‏ هو لاعب كرة قاعدة أمريكي، ولد في 19 يناير 1888 في Thompson, Connecticut ‏ في الولايات المتحدة، وتوفي في 27 يونيو 1979 في بوتكيت في الولايات المتحدة.

## وصلات خارجية
- بات مالوني على موقعبيزبول رفرنس.كوم (الدوري الرئيسي) (الإنجليزية)
- بات مالوني على موقعبيزبول رفرنس.كوم (الدوري الثانوي) (الإنجليزية)
- بات مالوني على موقع مشجعي الرسوم البيانية (الإنجليزية)